# Кувајт на Светском првенству у атлетици на отвореном 2019.
Кувајт је учествовао на 17. Светском првенству у атлетици на отвореном 2019. одржаном у Дохи од 27. септембра до 6. октобра седамнаести пут, односно учествовао је на свим првенствима до данас. Репрезентацију Кувајта представљала су 2 такмичара који се такмичили у 2 дисциплине.,.

## Учесници
Мушкарци :
- Јусеф Карам — 400 м
- Yaqoub Mohamed Al-Youha — 110 м препоне

## Резултати

### Мушкарци
| Атлетичар               | Дисциплина    | Лични рекорд | Квалификације   | Квалификације | Полуфинале        | Полуфинале        | Финале               | Финале               | Детаљи |
| Атлетичар               | Дисциплина    | Лични рекорд | Резултат        | Место         | Резултат          | Место             | Резултат             | Место                | Детаљи |
| ----------------------- | ------------- | ------------ | --------------- | ------------- | ----------------- | ----------------- | -------------------- | -------------------- | ------ |
| Јусеф Карам             | 400 м         | 44,84 НР     | 45,74 кв        | 4. у гр. 4    | Није завршио трку | Није завршио трку | Није се квалификовао | Није се квалификовао |        |
| Yaqoub Mohamed Al-Youha | 110 м препоне | 13,35 НР     | 13,43 (.429) КВ | 3. у гр. 4    | 13,57 (.561)      | 4. у гр. 1        | Није се квалификовао | 15 / 36 (41)         |        |